# Mesostenus albinotatus
Mesostenus albinotatus är en stekelart som beskrevs av Johann Ludwig Christian Gravenhorst 1829. Mesostenus albinotatus ingår i släktet Mesostenus och familjen brokparasitsteklar. Arten är reproducerande i Sverige. Utöver nominatformen finns också underarten M. a. promptus.